# Pedipes dohrni
Pedipes dohrni is een slakkensoort uit de familie van de Ellobiidae. De wetenschappelijke naam van de soort is voor het eerst geldig gepubliceerd in 1896 door d'Ailly.